# Менжинец
Менжинец — посёлок в городском округе Мытищи Московской области России. Население — 20 чел. (2010). Назван в честь Менжинского В. Р. (1874—1934) — одного из руководителей советских органов государственной безопасности.

## География
Расположен на севере Московской области, в северной части Мытищинского района, примерно в 25 км к северу от центра города Мытищи и 23 км от Московской кольцевой автодороги, на берегу канала имени Москвы между Икшинским и Пестовским водохранилищами, входящими в его систему.
В посёлке 7 улиц — Дружная, Икшинская, Лесничества, Менжинки, Планерная, Садовая и Строительная, приписано садоводческое товарищество. Связан автобусным сообщением с железнодорожной станцией Катуар, расположенной в посёлке городского типа Некрасовский Дмитровского района. Ближайшие населённые пункты — деревни Драчёво, Протасово и Рождественно.

## История
1951—1954 гг. — центр Черновского сельсовета Краснополянского района.
1954—1959 гг. — посёлок Сухаревского сельсовета Краснополянского района.
1959—1960 гг. — посёлок Сухаревского сельсовета Химкинского района.
1960—1963, 1965—1994 гг. — посёлок Сухаревского сельсовета Мытищинского района.
1963—1965 гг. — посёлок Сухаревского сельсовета Мытищинского укрупнённого сельского района.
1994—2006 гг. — посёлок Сухаревского сельского округа Мытищинского района.
2006—2015 гг. — посёлок сельского поселения Федоскинское Мытищинского района.

## Население
| 2002 | 2010 |
| ---- | ---- |
| 5    | ↗20  |